# Santa María de Nieva
Santa María de Nieva ist die Hauptstadt der Provinz Condorcanqui in der Region Amazonas im Norden von Peru. Beim Zensus 2017 lag die Einwohnerzahl bei 2.510. Sie ist Verwaltungssitz des Distrikts Nieva.
Santa María de Nieva liegt am Südufer des Río Marañón an der Mündung des von Süden kommenden Río Nieva. Die Stadt auf einer Höhe von 195 m befindet sich 40 km oberhalb der Mündung des Río Santiago in den Río Marañón in einer vorandinen Beckenlandschaft. 
Santa María de Nieva ist an das Straßennetz angebunden. Zum 140 km südwestlich gelegenen Bagua führt eine Straßenverbindung. Die meisten Einwohner sind in der Landwirtschaft tätig, fischen im Fluss, fällen Bäume, züchten Vieh und handeln mit den in der Region erzeugten Produkten.